# Édifice Lampron
L'édifice Lampron est un bâtiment industriel situé à l'intersection des rues Bellefeuille et Saint-Marguerite à Trois-Rivières (Québec). Il a été cité Immeuble patrimonial par la ville de Trois-Rivières en 2004.

## Histoire
L'édifice Lampron a été construit par la Ville de Trois-Rivières selon les plans des architectes Ulric J. Asselin et Joseph Brousseau. L'édifice portait à l'époque le nom d'« usine municipale ». Elle est vendue en 1947 à la Lampron Shirt Limited qui utilisa le bâtiment jusque dans les années 1980.

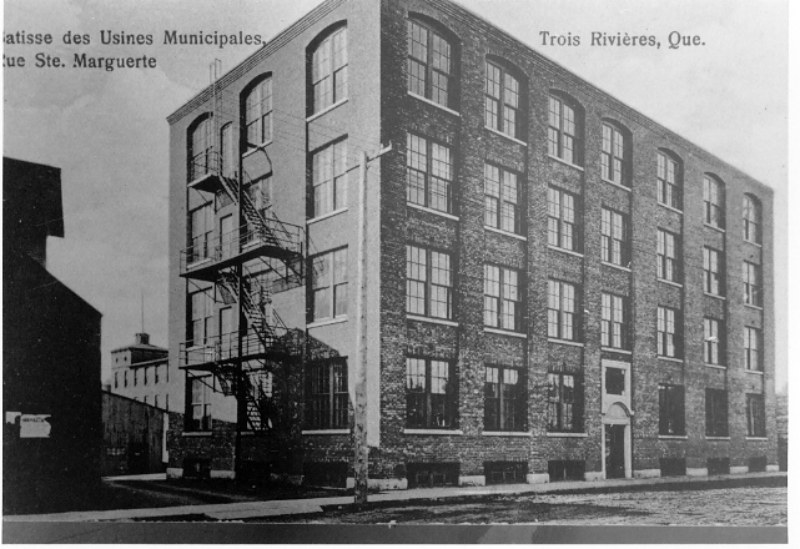
Édifice Lampron, carte postale vers 1920.
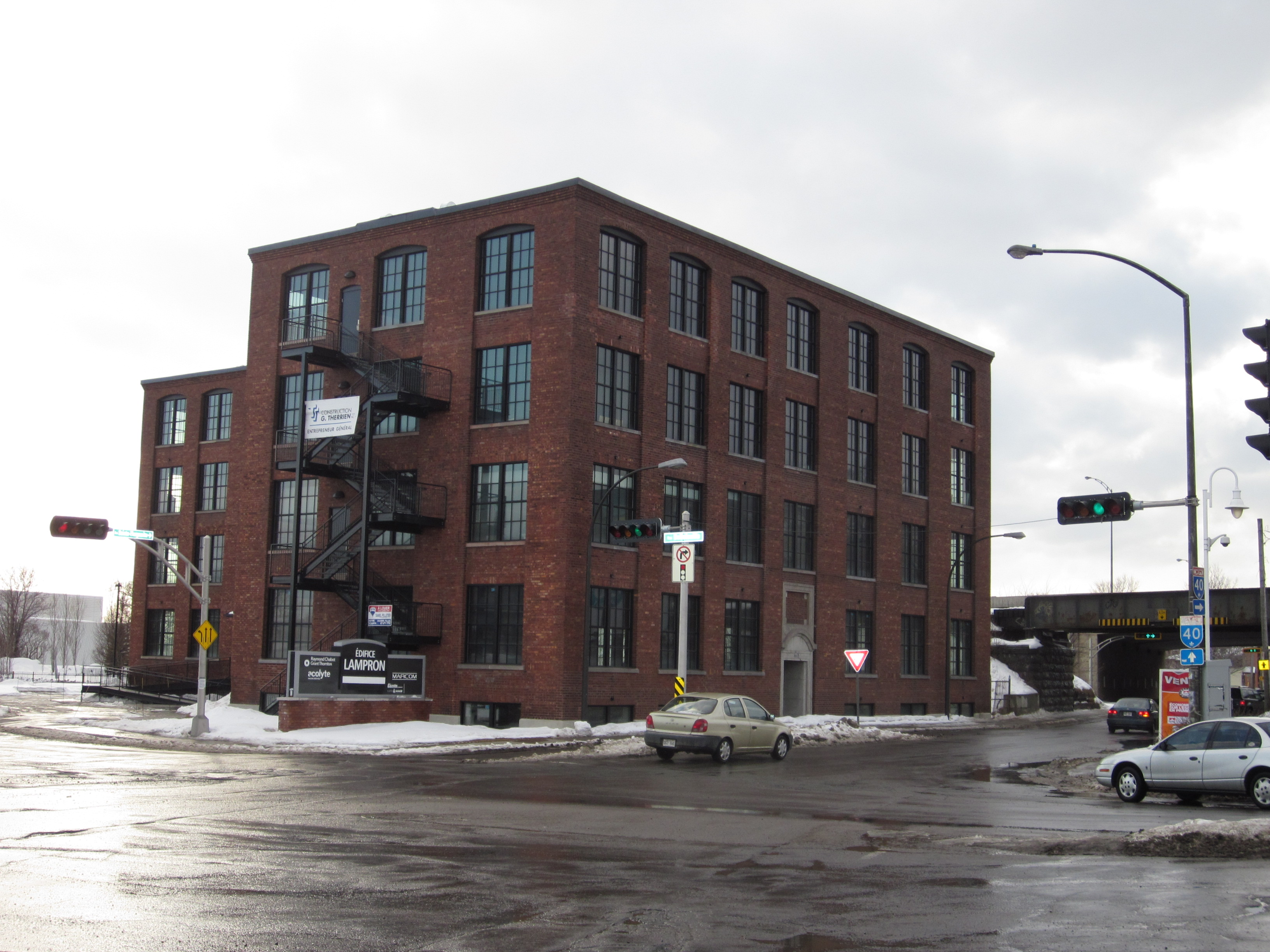
Édifice Lampron vue des « Cinq-Coins ».